# Dibamus booliati
Dibamus booliati — вид ящірок з родини Дібамових. Вид зустрічається на території штату Келантан у Малайзії. Тіло сягає 10,2 см завдовжки.